# Lorenzo Milesi
Pour les articles homonymes, voir Milesi.
Lorenzo Milesi, né le 19 mars 2002 à San Giovanni Bianco, est un coureur cycliste italien.

## Biographie
Plus jeune, Lorenzo Milesi pratique le football. Une lourde blessure à la cheville l'amène finalement au cyclisme en juin 2018, à l'âge de seize ans. Il prend sa première licence à la Pedale Brembillese,,.
Milesi participe à son premier grand tour lors du Tour d'Espagne 2023. Il fait partie de l'équipe DSM qui remporte la première étape disputée en contre-la-montre par équipes. Ayant franchi la ligne d'arrivée en premier parmi les coureurs DSM, Milesi devient le premier porteur du maillot rouge de cette édition de la Vuelta. Distancé le lendemain à la suite d'une chute, il perd la tête du classement général et abandonne lors de la 6e étape. Sous contrat avec DSM jusqu'en 2025, cette formation annonce en décembre 2023 le départ de Milesi pour une autre équipe.

## Palmarès

### Par années
- 2019
  - 2e du championnat d'Italie du contre-la-montre juniors
- 2020
  -  Champion d'Italie du contre-la-montre juniors
  -  Médaillé de bronze du championnat d'Europe du contre-la-montre juniors
  - 3e du Trofeo Buffoni
- 2022
  - 1re et 3ea (contre-la-montre) étapes du Triptyque des Monts et Châteaux
  - 9e étape du Tour de l'Avenir
  - 7e du championnat d'Europe du contre-la-montre espoirs
  - 10e du championnat du monde du contre-la-montre espoirs
- 2023
  -  Champion du monde du contre-la-montre espoirs
  - 1re étape du Tour d'Espagne (contre-la-montre par équipes)
  - 5e du championnat du monde sur route espoirs
- 2024
  - 2e du Mémorial Marco Pantani

### Résultats sur les grands tours

#### Tour d'Italie
2 participations
- 2024 : 85e
- 2025 : 88e

#### Tour d'Espagne
1 participation
- 2023 : abandon (6e étape), vainqueur de la 1re étape (contre-la-montre par équipes),  maillot rouge pendant 1 jour

### Classements mondiaux
| Année                                 | 2022  | 2023 | 2024 |
| ------------------------------------- | ----- | ---- | ---- |
| Classement mondial                    | 1042e | 324e | 515e |
| UCI Europe Tour                       | 747e  | nc   | nc   |
|                                       |       |      |      |
| Légende : nc = non classéSource : UCI |       |      |      |

## Distinctions
- Mémorial Gastone Nencini : 2023